# 2012 en Irak
Chronologie du Proche-Orient
2006 en Irak - 2007 en Irak - 2008 en Irak - 2009 en Irak - 2010 en Irak - 2011 en Irak - 2012 en Irak - 2013 en Irak - 2014 en Irak - 2015 en Irak
2006 par pays au Proche-Orient - 2007 par pays au Proche-Orient - 2008 par pays au Proche-Orient - 2009 par pays au Proche-Orient - 2010 par pays au Proche-Orient - 2011 par pays au Proche-Orient - 2012 par pays au Proche-Orient
Cet article présente les faits importants qui se sont produits en Irak en 2012.

## Faits importants
- 14 janvier 2012 : à Bassora, un kamikaze avec une ceinture d'explosifs cause 53 morts et 137 blessés parmi des pèlerins chiites[1].
- 1er février 2012 : l'Irak exécute 17 condamnés à mort en une journée. 34 personnes avaient été exécutées en janvier. Les motifs des condamnations sont le terrorisme, le vol à main armée, l'enlèvement et le meurtre[2].
- 30 juillet 2012 : selon un rapport publié par le Special Inspector General for Iraq Reconstruction (SIGIR), administration américaine chargée de la reconstruction de l'Irak, deux centres d'entraînement construits pour la police nationale irakienne, à Bagdad et à Bassora, pour une valeur totale de 206 millions de dollars, n'ont jamais été utilisés ; les autorités irakiennes les déclarent inutiles[3].
- 28 août 2012 : l'Irak exécute 21 condamnés pour activités terroristes[4].
- 9 septembre 2012 : l'ex-vice-président sunnite Tareq al-Hachemi, exilé en Turquie, est condamné à mort par contumace pour le meurtre de plusieurs personnalités[5].
- 18 décembre 2012 : le président de la République Jalal Talabani est victime d'un accident vasculaire cérébral et est hospitalisé à l'étranger dès le surlendemain. Il ne sera plus en mesure d'exercer ses fonctions jusqu'à son retrait en 2014.